# Guylaine Bernier
Pour les articles homonymes, voir Bernier.
Guylaine Bernier, née le 26 avril 1948 à Saint-Léon-le-Grand, est une rameuse d'aviron canadienne des années 1970 devenue arbitre et dirigeante sportive.

## Carrière
Membre de l'équipe québécoise d'aviron en 1972, Guylaine Bernier remporte ses premiers titres nationaux en 1974, en skiff et en huit. En 1975, elle remporte la médaille d'or de skiff aux championnats américains.
Guylaine Bernier participe aux Jeux olympiques de 1976 de Montréal où elle se  classe neuvième de l'épreuve de quatre rameuses en couple avec barreuse.
Bernier devient juge-arbitre internationale d'aviron en 1987. Elle devient membre de la Commission d'arbitrage de la Fédération internationale des sociétés d'aviron (FISA) en 1995 et à ce titre a participé entre autres aux Jeux olympiques de 1996, 2000, 2004 et 2008 ainsi qu'aux Jeux Paralympiques de 2008 et aux Jeux Olympiques de la Jeunesse de 2010.   En 1996, elle est intronisée au Panthéon des sports du Québec. 
Elle a été présidente de l'Association québécoise d'aviron, et a siégé au conseil d'administration de Rowing Aviron Canada, où elle aide à créer une équipe handisport. Elle est responsable du comité national des Juges-arbitres de Rowing Canada Aviron.
Possédant une maîtrise en administration de l'École nationale d'administration publique, elle devient membre de l’Institut d’Administration publique du Grand Montréal.  En 2002 Guylaine Bernier se joint  au Conseil d’administration du Centre national multisport de Montréal, devenu l'Institut national du sport du Québec (INS Québec),  et présidente en 2009.  Elle est aussi membre du Conseil d'administration du Conseil des Jeux du Canada; également membre du Conseil d'administration du Comité olympique canadien.  Elle crée et gère une entreprise de consultation en gestion après avoir œuvré près de 35 ans pour une société d'état.
Lauréate au Gala des Mérites de Sports Québec en 2009, pour la 3ieme fois, à titre d'officielle de l'année; également lauréate en 2002 du Prix Fox 40 par Officiels Sportifs Canada à titre d'officielle de sport de haut niveau.  Elle est désignée Femme d'influence en sport et en activité physique au Canada en 2004 par l'Association canadienne pour l'avancement de la femme, du sport et de l'activité physique (CAAWS).